# مانی کاول
مانی کاول (انگلیسی: Mani Kaul; ۲۵ دسامبر ۱۹۴۴ – ۶ ژوئیهٔ ۲۰۱۱) کارگردان فیلم اهل هند بود.
وی همچنین برندهٔ جوایزی همچون چهار جایزه جایزه فیلم‌فیر بهترین کارگردان و برنده جایزه ملی فیلم بهترین کارگردانی شده‌است.